# Al Qubah
Al Qubah was een gemeente (Shabiyah) in Libië.
Al Qubah telde in 2006 93.895 inwoners op een oppervlakte van 14.722 km².